# 皮德蘇赫
49°12′3″N 23°16′6″E / 49.20083°N 23.26833°E
皮德蘇赫（羅馬化：Pidsukhe）是烏克蘭的村落，位於該國西部利沃夫州，由德羅霍貝奇區負責管轄，面積3平方公里，2015年人口24，人口密度每平方公里12人。